# Teissiera polypofera
Teissiera polypofera är en nässeldjursart som beskrevs av Xu, Huang och Chen 1991 . Teissiera polypofera ingår i släktet Teissiera och familjen Teissieridae. Inga underarter finns listade i Catalogue of Life.